# Parantica garamantis
Parantica garamantis је врста лептира из породице шаренаца (лат. Nymphalidae).

## Распрострањење
Врста је присутна у Папуи Новој Гвинеји и Соломоновим острвима.

## Станиште
Врста Parantica garamantis има станиште на копну.

## Угроженост
Ова врста се сматра рањивом у погледу угрожености врсте од изумирања.